# Helena Gleichen
Lady Helena Emily Gleichen (Londra, 1º febbraio 1873 – 28 gennaio 1947) è stata una pittrice inglese.

## Biografia
Era la figlia di Vittorio di Hohenlohe-Langenburg, nipote della regina Vittoria, e di sua moglie, Laura Williamina Seymour, figlia dell'ammiraglio Sir George Seymour.
Durante la prima guerra mondiale rinunciò i suoi titoli tedeschi accettando la posizione di figlia di un marchese e si diresse verso la 4° unità radiografica della Croce Rossa britannica di stanza nella Villa Zucco a Cormons, in Italia. Era un membro della Society of Antiquaries. 
Lavorò nell'ex studio di suo padre nel St James Palace di fronte Friary Court. Durante la seconda guerra mondiale la tenuta di famiglia a Much Marcle, nel Herefordshire, venne utilizzata dal Tate per lo stoccaggio in sicurezza delle opere d'arte.

## Morte
Morì il 28 gennaio 1947. Nel 1940 vennero pubblicate le sue memorie: Contacts and Contrasts.

## Ascendenza
|                                   |              |                                                | Genitori                                                   |  |  | Nonni |  |  | Bisnonni                                 |  |  | Trisnonni                                 |  |
|                                   |              |                                                |                                                            |  |  |       |  |  | Carlo Ludovico I di Hohenlohe-Langenburg |  |  | Cristiano Alberto di Hohenlohe-Langenburg |  |
|                                   |              |                                                |                                                            |  |  |       |  |  | Carlo Ludovico I di Hohenlohe-Langenburg |  |  | Cristiano Alberto di Hohenlohe-Langenburg |  |
|                                   |              | Carolina di Stolberg-Gedern                    |                                                            |  |  |       |  |  | Carlo Ludovico I di Hohenlohe-Langenburg |  |  |                                           |  |
| Ernesto I di Hohenlohe-Langenburg |              |                                                |                                                            |  |  |       |  |  | Carlo Ludovico I di Hohenlohe-Langenburg |  |  |                                           |  |
|                                   |              | Amalia Enrichetta di Solms-Baruth              | Giovanni Cristiano II di Solms-Baruth                      |  |  |       |  |  |                                          |  |  |                                           |  |
|                                   |              | Amalia Enrichetta di Solms-Baruth              | Giovanni Cristiano II di Solms-Baruth                      |  |  |       |  |  |                                          |  |  |                                           |  |
|                                   |              | Amalia Enrichetta di Solms-Baruth              | Federica Luisa di Reuss-Köstritz                           |  |  |       |  |  |                                          |  |  |                                           |  |
| Vittorio di Hohenlohe-Langenburg  |              | Amalia Enrichetta di Solms-Baruth              |                                                            |  |  |       |  |  |                                          |  |  |                                           |  |
|                                   |              | Emilio Carlo di Leiningen                      | Carlo di Leiningen                                         |  |  |       |  |  |                                          |  |  |                                           |  |
|                                   |              | Emilio Carlo di Leiningen                      | Carlo di Leiningen                                         |  |  |       |  |  |                                          |  |  |                                           |  |
|                                   |              | Emilio Carlo di Leiningen                      | Cristiana Guglielmina Luisa di Solms-Rödelheim e Assenheim |  |  |       |  |  |                                          |  |  |                                           |  |
| Feodora di Leiningen              |              | Emilio Carlo di Leiningen                      |                                                            |  |  |       |  |  |                                          |  |  |                                           |  |
|                                   |              | Vittoria di Sassonia-Coburgo-Saalfeld          | Francesco Federico di Sassonia-Coburgo-Saalfeld            |  |  |       |  |  |                                          |  |  |                                           |  |
|                                   |              | Vittoria di Sassonia-Coburgo-Saalfeld          | Francesco Federico di Sassonia-Coburgo-Saalfeld            |  |  |       |  |  |                                          |  |  |                                           |  |
|                                   |              | Vittoria di Sassonia-Coburgo-Saalfeld          | Augusta di Reuss-Ebersdorf                                 |  |  |       |  |  |                                          |  |  |                                           |  |
| Helena Gleichen                   |              | Vittoria di Sassonia-Coburgo-Saalfeld          |                                                            |  |  |       |  |  |                                          |  |  |                                           |  |
|                                   | Hugh Seymour | Francis Seymour-Conway, I marchese di Hertford |                                                            |  |  |       |  |  |                                          |  |  |                                           |  |
|                                   | Hugh Seymour | Francis Seymour-Conway, I marchese di Hertford |                                                            |  |  |       |  |  |                                          |  |  |                                           |  |
|                                   | Hugh Seymour | Isabella FitzRoy                               |                                                            |  |  |       |  |  |                                          |  |  |                                           |  |
| George Seymour                    | Hugh Seymour |                                                |                                                            |  |  |       |  |  |                                          |  |  |                                           |  |
|                                   |              | Anne Waldegrave                                | James Waldegrave, II conte Waldegrave                      |  |  |       |  |  |                                          |  |  |                                           |  |
|                                   |              | Anne Waldegrave                                | James Waldegrave, II conte Waldegrave                      |  |  |       |  |  |                                          |  |  |                                           |  |
|                                   |              | Anne Waldegrave                                | Maria Walpole                                              |  |  |       |  |  |                                          |  |  |                                           |  |
| Laura Williamina Seymour          |              | Anne Waldegrave                                |                                                            |  |  |       |  |  |                                          |  |  |                                           |  |
|                                   |              | George Cranfield Berkeley                      | Augustus Berkeley, IV conte di Berkeley                    |  |  |       |  |  |                                          |  |  |                                           |  |
|                                   |              | George Cranfield Berkeley                      | Augustus Berkeley, IV conte di Berkeley                    |  |  |       |  |  |                                          |  |  |                                           |  |
|                                   |              | George Cranfield Berkeley                      | Elizabeth Drax                                             |  |  |       |  |  |                                          |  |  |                                           |  |
| Georgiana Mary Berkeley           |              | George Cranfield Berkeley                      |                                                            |  |  |       |  |  |                                          |  |  |                                           |  |
|                                   |              | Emily Charlotte Lennox                         | George Lennox                                              |  |  |       |  |  |                                          |  |  |                                           |  |
|                                   |              | Emily Charlotte Lennox                         | George Lennox                                              |  |  |       |  |  |                                          |  |  |                                           |  |
|                                   |              | Emily Charlotte Lennox                         | Louisa Kerr                                                |  |  |       |  |  |                                          |  |  |                                           |  |
|                                   |              | Emily Charlotte Lennox                         |                                                            |  |  |       |  |  |                                          |  |  |                                           |  |